# Вестон (Міссурі)
Вестон (англ. Weston) — місто (англ. city) в США, в окрузі Платт штату Міссурі. Населення — 1756 осіб (2020).

## Географія
Вестон розташований за координатами 39°24′1″ пн. ш. 94°53′13″ зх. д. / 39.40028° пн. ш. 94.88694° зх. д. (39.400151, -94.886843).  За даними Бюро перепису населення США в 2010 році місто мало площу 8,67 км², уся площа — суходіл.

## Демографія
Згідно з переписом 2010 року, у місті мешкала 1641 особа в 702 домогосподарствах у складі 457 родин. Густота населення становила 189 осіб/км².  Було 781 помешкання (90/км²).
Расовий склад населення:
| - 96,9 % — білих - 0,4 % — чорних або афроамериканців - 0,4 % — азіатів - 0,1 % — корінних американців |

До двох чи більше рас належало 1,7 %. Частка іспаномовних становила 2,4 % від усіх жителів.
За віковим діапазоном населення розподілялося таким чином: 23,9 % — особи молодші 18 років, 59,8 % — особи у віці 18—64 років, 16,3 % — особи у віці 65 років та старші. Медіана віку мешканця становила 42,0 року. На 100 осіб жіночої статі у місті припадало 92,4 чоловіків;  на 100 жінок у віці від 18 років та старших — 86,4 чоловіків також старших 18 років.
Середній дохід на одне домашнє господарство  становив 66 470 доларів США (медіана — 60 333), а середній дохід на одну сім'ю — 80 431 долар (медіана — 76 250). За межею бідності перебувало 6,4 % осіб, у тому числі 6,7 % дітей у віці до 18 років та 7,8 % осіб у віці 65 років та старших.
Цивільне працевлаштоване населення становило 821 осіб. Основні галузі зайнятості: освіта, охорона здоров'я та соціальна допомога — 18,5 %, мистецтво, розваги та відпочинок — 16,7 %, роздрібна торгівля — 11,7 %, публічна адміністрація — 8,3 %.